# ガロン (競走馬)
ガロン (Gallon、1909年 - 1930年4月21日) とは、大正期から昭和初期（1920年代から1930年代前半）の日本を代表するサラブレッド種牡馬である。
おもな産駒のうち、昭和初期の大競走馬ナスノ、10戦9勝のピューアゴウルド、フロラーカツプ、アスベルは当時の最高格の競走である連合二哩と帝室御賞典に勝った。
種牡馬の父としても優秀で、第七ガロンや、ヒラデエナモールド、エミグラント、アスパイヤリングらが重賞勝ち馬の父となった。
牝馬の父としては、スゲヌマ、ミナミホマレの2頭の日本ダービー優勝馬を筆頭に多くの重賞勝ち馬を残している。ガロンの血を引く牝馬の系統では、フロリスト（前述のフロラーカツプの繁殖時の名）やオーグメント（前述のアスベルの繁殖時の名）などを通じて2000年以降も子孫にG1勝ち馬を出している。
- 本項での馬齢表記はすべて旧表記とする。

## 略歴

### 血統背景
父系祖父のアイソノミーはイギリスを代表する競走であるアスコットゴールドカップを連覇し、長距離三冠を達成した歴史的名馬で、種牡馬となってもイギリスの三冠馬を2頭出した。父のガリニュールは競走馬としてはこの三冠馬には遠く及ばない成績だったが、種牡馬となるとプリティポリーを筆頭に多くの名競走馬を送り出し、イギリスのリーディングサイアーとなった。
母のフレアはイギリスの2歳チャンピオンで、クラシック競走である1000ギニー（桜花賞のモデル）の優勝馬である。妹のレスビアもコロネーションステークスの優勝馬。
クラシック競走の優勝馬を母とし、リーディングサイアーを父とするガロンは、当時のイギリスでも飛び抜けた良血統である。しかも日本への輸入当時は、従兄弟のプリンスパラタインがセントレジャーステークス（菊花賞のモデル）やアスコットゴールドカップなどを勝ってイギリスの現役競走馬としてはトップクラスの活躍中であった。これだけの血統馬が日本に輸出されるのは当時としてはきわめて異例である。

### 経歴
ガロンは競走年齢に達する前に事故で肩を痛めて競走能力を喪失していたため、競走馬として出走することなく日本に種馬として24000円で売却された。購入したのは陸軍省馬政局で、1912年（大正元年）に輸入されて青森県七戸にある国立の奥羽種馬牧場に配置され、競走馬のみならず、軍用の騎兵馬などの改良に充てられた。気性が荒く、牧夫の指を食いちぎったと伝えられている。
初年度産駒から横浜の帝室御賞典に勝ったチヨギクをはじめ、横浜での活躍馬を出したが、これをみて小岩井農場や下総御料牧場の繁殖牝馬にも配合された。こうして生産された競走馬が競走年齢に達した1923年（大正12年）以降、ガロン産駒が当時最高峰の連合二哩を3連覇するなど次々と重賞を勝ち、なかでもピューアゴウルドは10戦9勝の名馬となった。このころから始まった日本のリーディングサイアー統計ではガロンは1924年（大正13年）、1925年（大正14年）、1927年（昭和2年）に3位になった。
昭和に入ると活躍馬はさらに増え、産駒が横浜の帝室御賞典を4連覇した。とくにナスノは連合二哩、濠抽混合、帝室御賞典と当時の三大競走を制した。また、種牡馬となった第七ガロンの産駒も活躍をはじめ、ガロンと第七ガロンの父子の産駒が福島の帝室御賞典を4連覇し、父子ともリーディングサイアーのトップ10に入った。
ガロンは1930年（昭和5年）の春、種付直後に急死した。死因は肺出血であった。ガロンの死後も産駒の活躍は続いたが、東京優駿大競走（日本ダービー）が創設されたころからは下総御料牧場のトウルヌソルと小岩井農場のシアンモアという新鋭種牡馬2頭に地位を譲った。昭和10年代になると最後の世代の中からミスアキラが帝室御賞典や目黒記念を勝ったが、現役中に死亡した。このころには孫の代に活躍が移り、父系では種牡馬ヒラデエナモールドやアスパイヤリングが重賞勝ち馬を出し、牝馬の産駒からは日本ダービー優勝のスゲヌマやミナミホマレをはじめ、数々の重賞勝ち馬が出た。

## 主な産駒

### ピューアゴウルド
1919年（大正8年）生まれの牝馬。母はオーストラリア産の宝永。松方正義が那須野原に興した千本松牧場の生産馬で、5歳の春にデビューし、2戦目で帝室御賞典に勝った。その後もレコード勝ちを含めて連戦連勝、7戦不敗のまま年末の連合二哩に勝ち、不世出の名馬と謳われた。年が明けて6歳緒戦、153ポンド（約69キログラム）の最重量を課された特ハン競走で、初騎乗の仲住与之助がスタートで20馬身出遅れたうえ、道中で無理に追い上げ、着外に敗れ、生涯唯一の敗戦となった。その後騎手が戻って2連勝したが、国内に目標となる競走がなく引退した。
引退後はピュアゴールドの名で繁殖牝馬となり、連合二哩優勝のピュアソールを出した。大正時代の名馬として有名なバンザイはピューアゴウルドの半弟にあたる。

### スターリング
1919年（大正8年）生まれの牡馬。母は小岩井農場の基礎輸入牝馬であるビューチフルドリーマー。横浜の帝室御賞典でガロン産駒が立て続けに活躍するのをみた小岩井農場は、牧場屈指の牝馬の配合相手に、従来の自家種牡馬であるインタグリオーに換えてガロンを選んだ。牡馬が誕生すると4500円という高額で買われてスターリングと命名された。連合二哩に優勝して期待に応えたが、翌年、競走中に内ラチに激突する事故を起こして急死した。

### フロラーカップ
1919年（大正8年）生まれの牝馬。母は小岩井農場の第四フロリースカップ。競走馬として連合二哩、帝室御賞典の二大競走をはじめ10勝した名競走馬だったが、フロリストの名で繁殖牝馬となると次々と重賞勝ち馬を産み、その子孫も大いに繁栄した。とくに曽孫のシラオキの系統は日本を代表する名牝系と名高い。

#### フロリストの産駒
- ハクリュウ（牡） - 連合二哩、帝室御賞典、目黒記念など：種牡馬となって京都農林省賞典四歳呼馬（現在の菊花賞）優勝のマルタケなどを出す
- ハクセツ（牡） - 連合二哩、帝室御賞典、目黒記念など
- スターカツプ（牝） - 連合二哩、帝室御賞典など
- アカイシダケ（牡） - 連合二哩、帝室御賞典、目黒記念など
- ミナミホマレ（牡） - 日本ダービー：種牡馬となって2頭の日本ダービー優勝馬などを出す

#### フロリストのおもな牝系子孫
- ウオッカ（牝） - 年度代表馬、JRA賞最優秀4歳以上牝馬 日本ダービー、ジャパンカップ、天皇賞（秋）、安田記念、ヴィクトリアマイル、阪神ジュベナイルフィリーズ
- コダマ（牡） - 年度代表馬、最優秀4歳牡馬 日本ダービー、皐月賞、阪神3歳ステークス、宝塚記念
- ガーネツト（牝） - 最優秀古牝馬 有馬記念、天皇賞
- スペシャルウィーク（牡） - 特別賞 日本ダービー、ジャパンカップ、天皇賞（秋）、天皇賞（春）
- メイショウサムソン（牡） - 最優秀3歳牡馬 東京優駿、皐月賞、天皇賞（春、秋）、4代母がガーネツト。
- シスタートウショウ（牝） - 最優秀4歳牝馬 桜花賞
- ケンホウ（牝） - 最優秀4歳牝馬 桜花賞
- ヒデハヤテ（牡） - 最優秀3歳牡馬 阪神3歳ステークス
- セイウンワンダー（牡） - 最優秀2歳牡馬 朝日杯フューチュリティステークス
- ナリタハヤブサ（牡） - 最優秀ダート馬
- ポレール（牡） - 最優秀障害馬
- ダテテンリュウ（牡） - 菊花賞
- マチカネフクキタル（牡） - 菊花賞
- タイセイホープ（牡） - 皐月賞
- ヤマニンモアー（牡） - 天皇賞
- ビッグウルフ（牡） - ジャパンダートダービー
- ケンチカラ（牡） - 秋の鞍

### ヱツリウ
1920年（大正9年）生まれの牝馬。母は青森県・東北牧場の第三エスサーディー。祖母のエスサーディーはガロンと同じ奥羽種馬牧場に繋養されていた輸入牝馬。
1924年（大正13年）に福島の帝室御賞典で優勝した。越龍（越竜）の名で繁殖牝馬となり、産駒のエツフォードは阪神の帝室御賞典に勝って母娘二代の御賞典馬となった。

#### 越竜のおもな牝系子孫
- ウメノチカラ（牡） - 最優秀3歳牡馬 朝日盃3歳ステークス
- ネーハイシーザー（牡） - 最優秀父内国産馬 天皇賞(秋)
- ツルマルボーイ（牡） - 安田記念

### コロネーション
1922年（大正11年）生まれの牝馬。母は青森県・東北牧場の第三エスサーディー。ヱツリウの全妹。
1929年（昭和4年）に横浜の帝室御賞典で優勝した。悦賀の名で繁殖牝馬となり、産駒のプレジュアは福島の帝室御賞典など18勝をあげ、母子二代の御賞典馬となった。

#### 悦賀のおもな牝系子孫
- カリブソング（牡） - 最優秀ダート馬
- ライブリマウント（牡） - 最優秀ダート馬
- コマミノル（牝） - オークス
- タイヨウコトブキ（牝） - ビクトリアカップ
- メイセイオペラ（牡） - NARグランプリ年度代表馬、ダートグレード競走最優秀馬　帝王賞、南部杯、フェブラリーステークス
- トーシンブリザード（牡） - ジャパンダートダービー 南関東三冠

### カーネーション / コクホウ
1922年（大正11年）生まれの牝馬。母はオーストラリア産の宝永。ピューアゴウルドの全妹。
1925年（大正14年）に東京の帝室御賞典で優勝した。のちにコクホウと改名。国宝の名で繁殖牝馬となり、産駒のスゲヌマは日本ダービーや帝室御賞典など12勝をあげ、母子二代の御賞典馬となった。

### アスベル
1923年（大正12年）生まれの牝馬。母は第二アストニシメント。1926年（大正15年）の秋に横浜で帝室御賞典に優勝。明けて1927年（昭和2年）には連合二哩にも勝った。オーグメントの名で繁殖牝馬となり、中山記念の勝ち馬ヤマトナデシコや、帝室御賞典で4度2着になったテーモアらを産んだ。オーグメントの牝系子孫はアストニシメントの主流として繁栄している。

#### オーグメントのおもな牝系子孫
- テンモン（牝） - 最優秀3歳牝馬、最優秀4歳牝馬 優駿牝馬、朝日杯3歳ステークス
- メジロマックイーン（牡） - 最優秀古牡馬 菊花賞、天皇賞（春）2回、宝塚記念
- ヤマトキョウダイ（牡） - 最優秀古牡馬 天皇賞、有馬記念
- ヤマトノハナ（牝） - 最優秀古牝馬
- モンタサン（牡） - 最優秀3歳牡馬 朝日盃3歳ステークス
- カツラシュウホウ（牡） - 最優秀3歳牡馬 朝日盃3歳ステークス
- ホウラン（牡） - 最優秀障害馬
- セントオー（牡） - 菊花賞
- メジロデュレン（牡） - 菊花賞、有馬記念
- ハタカゼ（牡） - 天皇賞
- オーエンス（牡） - 天皇賞
- ショウナンカンプ（牡） - 高松宮記念
- インテリパワー（牡） - 川崎記念
- リージェントブラフ（牡） - 川崎記念
- ラシアンゴールド（牡） - 帝王賞

### ガエイ
1923年（大正12年）生まれの牝馬。青森県上長苗村産（現在の八戸市）。母は第六フロリースカップ。1926年（大正15年）秋に横浜で初出走以来、1929年（昭和4年）秋まで長く走り、福島で帝室御賞典に優勝した。賀栄の名で繁殖牝馬となった。直仔には重賞勝ち馬はいないが、娘の栄織が日本ダービー馬マツミドリを産んだ。このほか、子孫にはキタノカチドキ（年度代表馬）、ニホンピロウイナー（最優秀スプリンター）、リードスワロー（エリザベス女王杯）、サンドピアリス（エリザベス女王杯）が出ている。

### ナスノ
1924年（大正13年）生まれの牡馬。出走前の血統名を電光と言った。母は常夏。祖母は帝室御賞典に勝ったオーストラリア産のブルーボンネット。サラ系である。1927年（昭和2年）に初出走以来、連戦連勝の快進撃で帝室御賞典、連合二哩、濠抽混合と当時の三大競走を制覇し、横浜のオールカマーハンデも制した。優勝戦に勝つこと6回。1930年（昭和5年）春に、アスコットゴールドカップをモデルに新設された中山四千米では、同年生まれの名競走馬ハクシヨウと対決し、2万人の観衆が集まった。マッチレースは先行したハクシヨウが逃げ切り、ナスノはこの競走を最後に引退した。競走成績は24戦17勝2着5回で、2度の着外はオーストラリア産馬ファンタスティックが勝った濠抽混合と、72キログラムのハンデを負ったオールカマーである。獲得賞金は64689円50銭。引退後は農林省に10000円で買い上げられ、日高種馬牧場で種牡馬となった。種牡馬としてはサラ系が災いして産駒に恵まれず、1942年9月に転売不明となった 。ワカクサの母の父である。

### サンシャイン
1926年（大正15年）生まれの牝馬。母はクヰンマリーの名で帝室御賞典に勝った第八アストニシメント。4歳の秋に中山で新設された四歳馬特別を勝つと、翌春、僚馬クヰンホークと関西に遠征し、京都の牝馬連合を8馬身差で勝った。6歳の春には福島で帝室御賞典を勝ち、母娘二代の御賞典馬となった。繁殖牝馬となるとシャインモアが中山の最大の競走である中山農林省賞典障害に勝ち、さらにその子サチヒカリも中山大障害に勝ち、クヰンマリーから4代にわたって重賞勝ち馬となった。

## 種牡馬として活躍した産駒

### 第七ガロン
1917年（大正6年）生まれの牡馬。母は第一レピダ。当初から種牡馬として育成され、北海道の十勝地方で供用された。ハゴロモ、ヨシツネ、ビンデー、ヨシツネ、キングセカンドの5頭の帝室御賞典優勝馬を出し、全盛期の1930年（昭和5年）には産駒が年間48勝を挙げ、当時の内国産種牡馬としては異例の日本の種牡馬ランキング6位になった。この年を含め、種牡馬上位10頭に5回入った。

### エミグラント
1918年（大正7年）生まれの牡馬。母は第三フェアペギー。種牡馬となって北海道各地で供用され、帝室御賞典を勝ったタイシや京都の牝馬連合に勝ったシラヌヒを出した。シラヌヒが活躍した1937年（昭和12年）には産駒が年間30勝をあげ、リーディングサイアー9位となっている。

### アラタマ
1925年（大正14年）生まれの牡馬。血統名はヒラデエナモールド。母の第二エナモールドはコイワヰの半妹で、良血を買われて未出走のまま北海道・函館の平出農場の繁殖牝馬となった。平出農場を拓いた平出喜三郎は戊辰戦争で財をなした函館経済界の重鎮で、北海道初の衆議院議員の一人である。アラタマが出たころは息子の二代目喜三郎の時代。
アラタマは4歳の秋、昭和天皇の即位を祝って特別に開催された京都の連合二哩で優勝した。5歳になった1929年（昭和4年）には阪神と京都で特ハンに勝ち、京都では優勝戦を制した。7歳になると函館に戻り、競走馬と種牡馬をかけ持ちした。8歳の秋の函館競馬では6日間の開催すべてに出走する6連闘、帝室御賞典を含め初日から4日連続で2着となり、5日目に1着になった。産駒には帝室御賞典や目黒記念を勝ったマークイスなどがいる。

### アスパイヤリング
1926年（大正15年）生まれの牡馬。母は第四フロリースカップ。全姉のフロラーカップ、全兄のタチバナともに帝室御賞典に勝っているという良血馬で、3歳の時に15000円で買われ、1930年（昭和5年）に横浜で帝室御賞典に優勝した。引退後は小岩井農場に買い戻されて種牡馬となり、帝室御賞典を勝ったニッポンカイや、中山記念や目黒記念に勝ったヘンウンなどを出した。

## その他のおもな産駒
- ロビンソン - 連合二哩
- ライハ - 連合二哩 磯千鳥の名で繁殖牝馬となり、子孫にブラウニー（桜花賞、菊花賞）、ダイニカツフジ（最優秀障害馬）、ヤマカブト（最優秀障害馬）、ケニイモア（最優秀障害馬）
- ナスカゼ - 連合二哩
- テキショウ - 連合二哩
- ミスアキラ - 二哩一分、帝室御賞典
- チヨギク - 帝室御賞典
- ギャルウェー - 帝室御賞典
- ガリニュール - 帝室御賞典
- ロロー - 帝室御賞典
- キンテン - 帝室御賞典
- ロメオ - 帝室御賞典
- カタロン - 帝室御賞典
- クヰンフロラー - 帝室御賞典 パシフィックの名で繁殖牝馬となり、子孫にニットエイト（菊花賞、天皇賞）、レガシーワールド（ジャパンカップ）
- タチバナ - 帝室御賞典
- ケンコン - 二哩一分、横浜記念
- ナスラン - ピオニーの名で繁殖牝馬となり、ロツクパーク（皐月賞）を産む。

## 血統表
| ガロンの血統アイソノミー系（エクリプス系） / Galopin 4x5=（母内）、Stockwell 4x5=（母内）、Parmesan 5x5=（母内） | ガロンの血統アイソノミー系（エクリプス系） / Galopin 4x5=（母内）、Stockwell 4x5=（母内）、Parmesan 5x5=（母内） | ガロンの血統アイソノミー系（エクリプス系） / Galopin 4x5=（母内）、Stockwell 4x5=（母内）、Parmesan 5x5=（母内） | （血統表の出典）  | （血統表の出典） |
| 父 Gallinule 1884 栗毛 イギリス                                                                                  | 父の父Isonomy 1875 鹿毛 イギリス                                                                                 | Sterling | Oxford            | Oxford           |
| 父 Gallinule 1884 栗毛 イギリス                                                                                  | 父の父Isonomy 1875 鹿毛 イギリス                                                                                 | Sterling | Whisper           |                  |
| 父 Gallinule 1884 栗毛 イギリス                                                                                  | 父の父Isonomy 1875 鹿毛 イギリス                                                                                 | Isola Bella | Stockwell         | Stockwell        |
| 父 Gallinule 1884 栗毛 イギリス                                                                                  | 父の父Isonomy 1875 鹿毛 イギリス                                                                                 | Isola Bella | Isoline           |                  |
| 父 Gallinule 1884 栗毛 イギリス                                                                                  | 父の母Moorhen 1873 鹿毛 イギリス                                                                                 | Hermit | Newminster        | Newminster       |
| 父 Gallinule 1884 栗毛 イギリス                                                                                  | 父の母Moorhen 1873 鹿毛 イギリス                                                                                 | Hermit | Seclusion         |                  |
| 父 Gallinule 1884 栗毛 イギリス                                                                                  | 父の母Moorhen 1873 鹿毛 イギリス                                                                                 | Skirmisher Mare                                                                                                  | Skirmisher        | Skirmisher       |
| 父 Gallinule 1884 栗毛 イギリス                                                                                  | 父の母Moorhen 1873 鹿毛 イギリス                                                                                 | Skirmisher Mare                                                                                                  | Vertumna          |                  |
| 母 Flair 1903 鹿毛 イギリス                                                                                      | 母の父St.Frusquin 1893 黒鹿毛 イギリス                                                                           | St.Simon | Galopin           | Galopin          |
| 母 Flair 1903 鹿毛 イギリス                                                                                      | 母の父St.Frusquin 1893 黒鹿毛 イギリス                                                                           | St.Simon | St.Angela         |                  |
| 母 Flair 1903 鹿毛 イギリス                                                                                      | 母の父St.Frusquin 1893 黒鹿毛 イギリス                                                                           | Isabel | Plebeian          | Plebeian         |
| 母 Flair 1903 鹿毛 イギリス                                                                                      | 母の父St.Frusquin 1893 黒鹿毛 イギリス                                                                           | Isabel | Parma             |                  |
| 母 Flair 1903 鹿毛 イギリス                                                                                      | 母の母Glare 1891 鹿毛 イギリス                                                                                   | Ayrshire | Hampton           | Hampton          |
| 母 Flair 1903 鹿毛 イギリス                                                                                      | 母の母Glare 1891 鹿毛 イギリス                                                                                   | Ayrshire | Ataianta          |                  |
| 母 Flair 1903 鹿毛 イギリス                                                                                      | 母の母Glare 1891 鹿毛 イギリス                                                                                   | Footlight | Cremorne          | Cremorne         |
| 母 Flair 1903 鹿毛 イギリス                                                                                      | 母の母Glare 1891 鹿毛 イギリス                                                                                   | Footlight | Paraffin F-No.1-m |                  |